# NGC 4027
NGC 4027 (auch Arp 22) ist eine Balken-Spiralgalaxie vom Hubble-Typ SBd mit ausgedehnten Sternentstehungsgebieten im Sternbild Rabe südlich des Himmelsäquators. Sie ist rund 68 Millionen Lichtjahre von der Milchstraße entfernt und hat einen Durchmesser von etwa 70.000 Lichtjahren.
Die Galaxie hat eine besondere Gestalt, da einer der Spiralarme ausgeprägter als der andere ist. Als Ursache wird ein Zusammenstoß mit einer anderen Galaxie in der Vergangenheit vermutet, als möglicher Kandidat käme PGC 37772 (NGC 4027A) in Frage.
Halton Arp gliederte seinen Katalog ungewöhnlicher Galaxien nach rein morphologischen Kriterien in Gruppen. Diese Galaxie gehört zu der Klasse Einarmiger Spiralgalaxien (Arp-Katalog).
NGC 4027 ist Mitglied der 27 Galaxien zählenden NGC 4038-Gruppe (LGG 263), eine Galaxiengruppe, die auch die Antennen-Galaxien NGC 4038 und NGC 4039 enthält.
Die Typ-II-Supernova SN 1996W wurde hier beobachtet.
Das Objekt wurde am 7. Februar 1785  von William Herschel entdeckt.

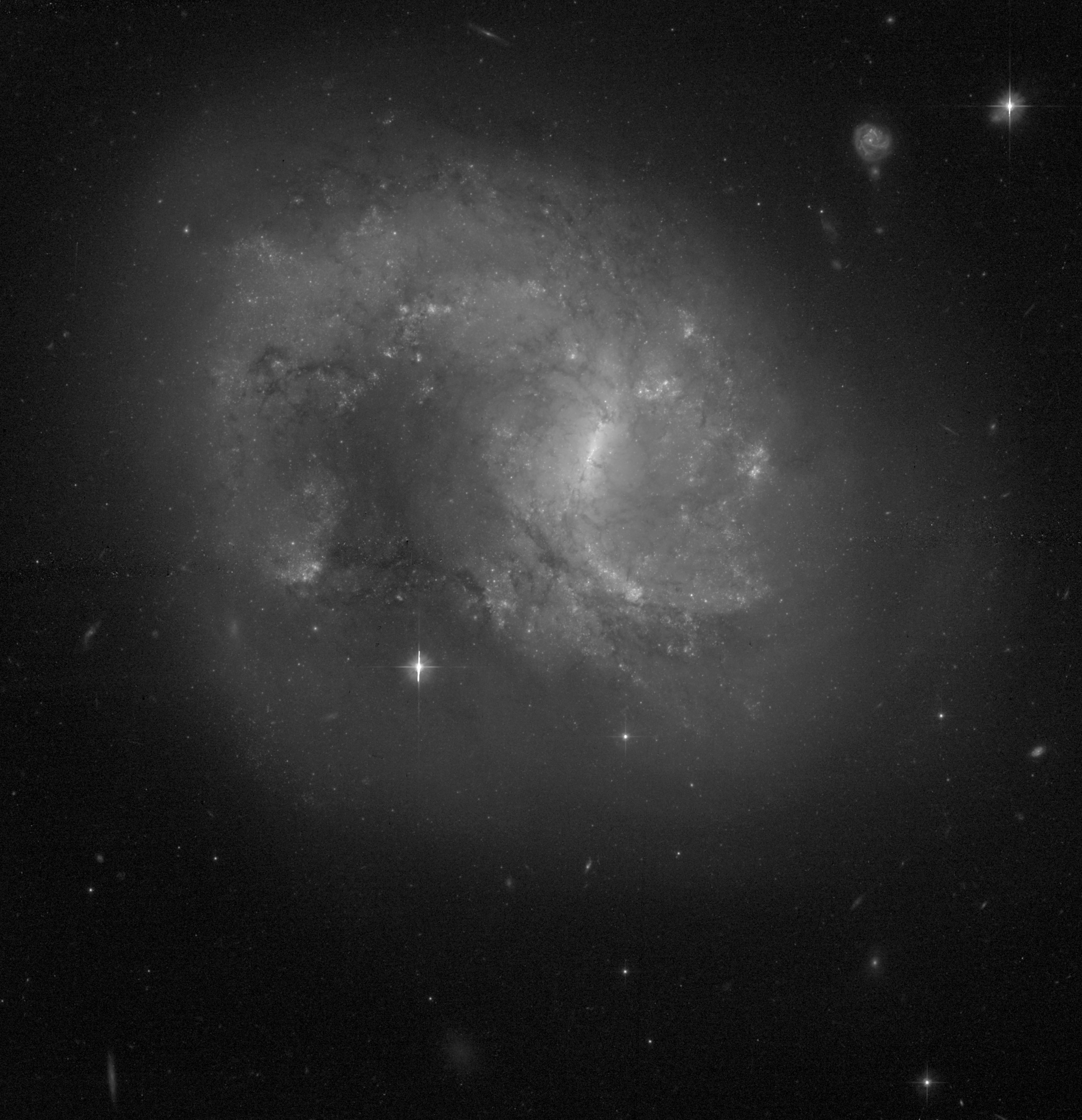
Aufnahme mithilfe des Hubble-Weltraumteleskops